# نشق
نشق هي قرية في مقاطعة ميانة، إيران. عدد سكان هذه القرية هو 460 في سنة 2006.